# Bernhard Hüttenegger

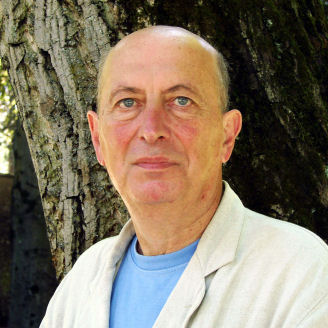
Bernhard Hüttenegger (2008)

Bernhard Hüttenegger (* 27. August 1948 in Rottenmann, Steiermark) ist ein österreichischer Schriftsteller.

## Leben
Bernhard Hüttenegger wuchs in Rottenmann auf, wo er auch Volks- und Hauptschule besuchte. Er hat zwei jüngere Schwestern. Der bereits verstorbene Vater war Mitarbeiter der Sparkasse in Rottenmann. Mutter und Schwester führten in Rottenmann ein Schuhgeschäft. 
Mit 14 Jahren siedelte er nach Graz über. Dort absolvierte er die Ausbildung zum Volksschullehrer. Diesen Beruf übte er allerdings nie aus. Er studierte auch Germanistik und Geschichte an der Karl-Franzens-Universität in Graz. Als er bereits mit seiner Dissertation begonnen hatte, kam er an einen Wendepunkt.  1971 begann er regelmäßig für die „manuskripte“ zu schreiben und war Mitglied des „Forum Stadtpark“. Später trennte er sich vom „Forum“. Er entschied sich 1973 für eine Existenz als freier Autor und gegen das Studium. 
In der Folge schrieb er als Brotarbeit für zahlreiche Zeitschriften und Tageszeitungen (Die Presse, Kleine Zeitung, Kronen Zeitung) und war  Literaturkritiker und Rezensent. Seine Reise- und Inselerlebnisse schrieb er in Form von Reiseberichten für die Neue Zürcher Zeitung nieder. 
Seine Zeit in Graz genoss der junge Autor, er sagt selbst, er sei dort ein „bunter Hund“ gewesen und bezeichnet Graz als seine „Jünglingsheimat“. Sein erstes Buch publizierte er 1975 (Beobachtungen eines Blindläufers). Es folgten zahlreiche weitere Bücher mit Romanen, Gedichten, Essay bei verschiedenen Verlagen. Zudem schreibt Hüttenegger Hörspiele. 
1978 gab er seine Wohnung in Graz auf und siedelte nach Launsdorf in Kärnten über. Er verbrachte zehn Jahre in Kärnten und ging 1988 nach Wien. 1998 heiratete Hüttenegger seine langjährige Lebensgefährtin in St. Veit an der Glan in Kärnten. Seither lebt der Autor abwechselnd in Wien und in Kärnten. 
Seine erste Lesung hielt der Autor schon 1969 in St. Pölten. Es folgten Lesungen in Moskau, Hamburg, Frankfurt am Main, Triest, Ljubljana, Genf, Zürich, Bern, Kiel, Wien sowie in Dörfern und Städten der Steiermark. Wegen einer 2002 diagnostizierten, seltenen Muskelkrankheit zog er sich zurück.
Auslandsaufenthalte führten Hüttenegger nach England, Schweden, Norwegen, Dänemark, Griechenland, Italien, Irland, Island, Jugoslawien und wurden zum Ausgangspunkt von Veröffentlichungen. Hüttenegger, der ein Frühaufsteher ist und seine literarische Tätigkeit auf die Vormittagsstunden verlegt hat, sagt von sich, dass er eher ein Einzelgänger und Außenseiter sei.
In den meisten Fällen dienen ihm keine bedeutenden Ereignisse als Anlass für seine Beschreibungen. Es sind die einfachen, die scheinbar banalen Situationen. In Hütteneggers Werken wird das scheinbar Gewöhnliche verfremdet, verzerrt und der Absurdität preisgegeben.

## Auszeichnungen
- 1975 Literaturförderungspreis der Stadt Graz
- 1979 Förderungspreis für Literatur des Theodor-Körner-Preises
- 1980 Literaturpreis des Landes Steiermark
- 1984 Förderungspreis für Literatur des Landes Kärnten
- 1991 Förderungspreis für Literatur des Theodor-Körner-Preises

## Veröffentlichungen

### Bücher
- Beobachtungen eines Blindläufers. Prosa. Wien: Europa, 1975.
- Die sibirische Freundlichkeit. Erzählung. Salzburg: Residenz 1977.
- Reise über das Eis. Roman. Salzburg: Residenz, 1979, Taschenbuchausgabe 1982.
- Ein Tag ohne Geschichte. Erzählungen. Pfaffenweiler: Pfaffenweiler Presse 1980.
- Verfolgung der Traumräuber. Erzählungen. Graz: Droschl 1980.
- Die sanften Wölfe. Roman. Reinbek: Rowohlt 1982.
- Der Glaskäfig. Roman. Reinbek: Rowohlt 1985.
- Wie man nicht berühmt wird. Wahre Geschichten. Wien: Österr. Staatsdruckerei 1990.
- Die Tarnfarbe. Roman. Wien: Zsolnay 1991.
- Felix, der Floh. Eine Fabel. Klagenfurt, Salzburg: Wieser 1993.
- Der Hundefriedhof von Paris. Erzählungen. Klagenfurt, Salzburg: Wieser 1994.
- Die Unschuld am Morgen. Reisen und Schreiben. Wien, Klosterneuburg: Edition va bene 2000.
- Abendland. Roman. Wien, Klosterneuburg: Edition va bene 2001.
- Wer seinen Sohn liebt. Erzählung. Klagenfurt, Wien: Kitab 2003.
- Insel aller Inseln. Erzählung. Klagenfurt, Wien: Kitab 2004.
- Weg von allem. Reisen und Schreiben. Klagenfurt, Wien: Kitab 2006.
- Quasi una fantasia. Gedichte und ein erotisches Kammerspiel. Klagenfurt, Wien: Kitab 2006.
- Rockall. Erzählung. Klagenfurt, Wien: Kitab 2006.
- Buch des Schweigens. Roman. Klagenfurt, Wien: Kitab 2007.
- Alphabet der Einsamkeit. Notizbuch 1973–2006. Klagenfurt, Wien: Kitab 2008.
- Der Ursprung der Welt. Essays. Klagenfurt, Wien: Kitab 2009.
- Auch ich in Arkadien. Reiseroman über Italien. Klagenfurt, Wien: Kitab 2011.
- Meine Mutter, meine Sprache. Roman. Wien: Styria 2014.
- Beichte eines alten Narren. Roman. Graz: Keiper  2017.
- Der Fisch im Wasser. Roman. Graz: Keiper 2018.
- Der Himmel ist mein Schädeldach. Vademecum. Graz: Keiper 2019.
- Auf dem Grund des Brunnens. Roman. Graz: Keiper 2021.

### Hörspiele
- Schöne Stille. Österreichischer Rundfunk. 6. Juni 1978.
- Atlantis. Österreichischer Rundfunk. 18. Jänner 1983.
- Quasi una fantasia. Österreichischer Rundfunk. 21. Mai 1991.
- Anatomie der Engel. Eine Reise in die Seelenwelt des Dichters Edgar Allan Poe. Österreichischer Rundfunk. 28. Juni 1994

### Herausgeberschaft
- Poetische Begegnungen. Zwischenwissenschaften. Graz: Artline, 1976 (zusammen mit Rose Nager und Reinhard P. Gruber).

## Porträt
- "Bewegung und Einkehr" in der Ö1 Hörfunk Sendereihe Menschenbilder des ORF vom 25. März 2007, gestaltet von Heinz Janisch.

## Sekundärliteratur
- Wurz, Irmgard: Die Struktur des Wortschatzes bei Bernhard Hüttenegger am Beispiel des Romans „Reise über das Eis“. Dipl.-Arb. Wien, 1984.